# Caramel (bande dessinée)
Pour les articles homonymes, voir Caramel (homonymie).
Caramel est une série de bande dessinée humoristique française créée en 1991 à l'occasion du premier numéro du magazine équestre Cheval Star par le scénariste et dessinateur Patrice Marsaudon. Pendant 12 ans, une planche sera présente sur chaque quatrième de couverture du magazine.
En 2006, Caramel sort à l’étranger, il est depuis publié dans une quarantaine de magazines de 18 pays. En 2013, il sort pour la première fois sous forme d'album en France.

## Albums
1. Caramel entre en scène ! (sortie le 11 septembre 2013)
2. Caramel se jette à l'eau (sortie le 5 février 2014)
3. Caramel fait ses premiers pas (sortie le 2 septembre 2015)